# Cirugía de glaucoma
El glaucoma es un grupo de enfermedades que afectan al nervio óptico, provocan pérdida de visión y suelen caracterizarse por un aumento de la presión intraocular (PIO). Existen muchas cirugías del glaucoma, y variaciones o combinaciones de las mismas, que facilitan la salida del exceso de humor acuoso del ojo para reducir la presión intraocular, y unas pocas que reducen la PIO disminuyendo la producción de humor acuoso.

## Procedimientos que facilitan la salida del humor acuoso

### Trabeculoplastia láser
Una trabeculoplastia es una modificación de la malla trabecular. La trabeculoplastia con láser (LTP) consiste en la aplicación de un rayo láser para quemar zonas de la malla trabecular, situadas cerca de la base del iris, con el fin de aumentar el flujo de salida de líquido. La LTP se utiliza en el tratamiento de diversos glaucomas de ángulo abierto. Los dos tipos de trabeculoplastia láser son la trabeculoplastia con láser de argón (ALT por sus siglas en inglés) y la trabeculoplastia selectiva con láser (SLT por sus siglas en inglés). Como su nombre indica, la trabeculoplastia con láser de argón utiliza un láser de argón para crear pequeñas quemaduras en la malla trabecular. La trabeculoplastia selectiva con láser es una tecnología más reciente que utiliza un láser Nd:YAG para dirigirse a células específicas de la malla trabecular y causar menos daño térmico que la ALT. La SLT es prometedora como tratamiento a largo plazo. En la SLT se utiliza un láser para dirigirse selectivamente a los melanocitos de la malla trabecular. Aunque no se conoce bien el mecanismo por el que funciona la SLT, se ha demostrado en ensayos que es tan eficaz como la antigua trabeculoplastia con láser de argón. Sin embargo, dado que la SLT se realiza con un láser de potencia mucho menor, no parece afectar a la estructura de la malla trabecular (según la microscopía electrónica) en la misma medida, por lo que es posible repetir el tratamiento si los efectos del tratamiento original empiezan a desaparecer, aunque esto no se ha demostrado en estudios clínicos. La ALT es repetible hasta cierto punto, con posibles resultados mensurables. 

### Iridotomía
La iridotomía consiste en realizar aberturas en forma de punción a través del iris sin extirpar tejido iridiano. Se realiza con instrumentos quirúrgicos estándar o con láser y suele utilizarse para reducir la presión intraocular en pacientes con glaucoma de ángulo cerrado. La iridotomía periférica con láser (IPL por sus siglas en inglés) es la aplicación de un rayo láser para hacer un orificio selectivo en el iris cerca de su base. La LPI puede realizarse con un láser de argón o un láser Nd:YAG.
Actualmente no hay pruebas suficientes que demuestren ningún beneficio en el uso de la iridotomía frente a la no iridotomía para frenar la pérdida de campo visual. Esto se basa en el análisis de cuatro estudios con una muestra de 3.086 ojos de 1.543 participantes; la iridotomía parece mejorar los hallazgos gonioscópicos, pero no muestra ser clínicamente significativa.

### Iridectomía
Una iridectomía, también conocida como corectomía o iridectomía quirúrgica, consiste en la extirpación de una porción de tejido del iris. Una iridectomía basal es la extirpación de tejido del iris de la periferia lejana, cerca de la raíz del iris; una iridectomía periférica es la extirpación de tejido del iris en la periferia; y una iridectomía sectorial es la extirpación de una sección del iris en forma de cuña que se extiende desde el margen pupilar hasta la raíz del iris, dejando una pupila en forma de ojo de cerradura. 

### Extracción del cristalino
La extracción del cristalino transparente, un procedimiento quirúrgico en el que se extrae el cristalino transparente del ojo humano, puede utilizarse para reducir la presión intraocular en el glaucoma primario de ángulo cerrado. Un estudio descubrió que la extracción del cristalino transparente es incluso más eficaz que la iridotomía periférica con láser en pacientes con glaucoma de ángulo cerrado.

### Procedimientos de filtrado: perforante frente a no perforante
Las cirugías filtrantes son el pilar del tratamiento quirúrgico para controlar la presión intraocular. Se utiliza una esclerotomía o esclerostomía anterior para acceder a las capas internas del ojo con el fin de crear un canal de drenaje desde la cámara anterior a la superficie externa del ojo bajo la conjuntiva, permitiendo que el humor acuoso se filtre a una ampolla desde la que se absorbe lentamente. Los procedimientos de filtración suelen dividirse en perforante o no perforante, dependiendo de si se produce una entrada intraoperatoria en la cámara anterior.

#### Cirugía filtrante perforante
Las cirugías filtrantes perforantes se subdividen a su vez en procedimientos filtrantes protegidos, también conocidos como procedimientos filtrantes protegidos, subesclerales o de espesor parcial (en los que el cirujano sutura un colgajo escleral sobre el lugar de la esclerostomía), y procedimientos de espesor total. La trabeculectomía es un procedimiento filtrante protegido que elimina parte de la malla trabecular. Los procedimientos de espesor total incluyen la esclerectomía, la esclerectomía labial posterior (en la que el cirujano extirpa completamente la esclerótica en la zona de la esclerostomía), la trepanación, la esclerostomía térmica (procedimiento de Scheie), la iridenclesis y la esclerostomía (incluida la esclerostomía convencional y la esclerostomía enzimática).
La paracentesis de la cámara anterior es un procedimiento quirúrgico perforante que se realiza para reducir la presión intraocular del ojo.

#### Cirugía filtrante no perforante
Las cirugías filtrantes no perforantes no penetran en la cámara anterior del ojo. Existen dos tipos de cirugías no penetrantes: La blebiforme y la viscocanalostomía. Los procedimientos de formación de blebs incluyen la trabeculectomía ab externa y la esclerectomía profunda. La Trabeculectomía ab externo (AET) implica cortar desde fuera del ojo hacia dentro para llegar al canal de Schlemm, la malla trabecular y la cámara anterior. También conocida como trabeculectomía no perfporante (TNP), es un procedimiento ocular mayor ab externo (desde el exterior) en el que el canal de Schlemm se expone quirúrgicamente mediante un colgajo escleral grande y muy profundo. La pared interna del canal de Schlemm se desprende tras la exposición quirúrgica del canal. La esclerectomía profunda, también conocida como esclerectomía profunda no perforante (EPP) o trabeculectomía no perforante, es una cirugía filtrante en la que se extirpa la pared interna del canal de Schlemm, lo que permite la filtración subconjuntival sin llegar a entrar en la cámara anterior; para evitar la adherencia de la herida tras la escisión escleral profunda y mantener unos buenos resultados de filtración, a veces se realiza con una variedad de espaciadores o dispositivos biocompatibles, como la mecha de colágeno Aquaflow, la matriz de colágeno Ologen, o el implante para glaucoma Xenoplast.
La viscocanalostomía es también un procedimiento ocular mayor ab externo en el que se expone quirúrgicamente el canal de Schlemm mediante la realización de un colgajo escleral grande y muy profundo. En el procedimiento de CV, se canula el canal de Schlemm y se inyecta una sustancia viscoelástica (que dilata el canal de Schlemm y los canales colectores acuosos).      
Coadyuvantes quirúrgicos. Cuando es necesaria la modulación de la herida para evitar el cierre de los canales de drenaje creados quirúrgicamente, pueden utilizarse coadyuvantes como los implantes de matriz de colágeno Ologen para facilitar la regeneración de tejido sano. La formación de cicatrices en el lugar de la escisión u operación puede bloquear la circulación del humor acuoso, mientras que la regeneración de tejido sano mantendrá funcionales los canales de drenaje recién creados.

### Otros procedimientos quirúrgicos
La goniotomía y la trabeculotomía son técnicas similares simples y dirigidas de disección microquirúrgica con disrupción mecánica de la malla trabecular. Los procedimientos de goniotomía incluyen la goniotomía quirúrgica y la goniotomía láser. La goniotomía quirúrgica consiste en cortar las fibras de la malla trabecular para permitir que el líquido acuoso fluya más libremente desde el ojo. La goniotomía con láser también se conoce como goniofotoablación y ablación trabecular con láser . En muchos pacientes con glaucoma congénito, la córnea no es lo bastante clara para visualizar el ángulo de la cámara anterior. Aunque puede realizarse una goniotomía endoscópica, que emplea un endoscopio para ver el ángulo de la cámara anterior, en estos casos suele preferirse una trabeculotomía que accede al ángulo desde la superficie exterior del ojo, eliminando así la necesidad de una córnea clara. Se utiliza una sonda especialmente diseñada para desgarrar la malla trabecular con el fin de abrirla y permitir el flujo de fluidos.
La cirugía de derivación con tubo o cirugía de implante de drenaje consiste en la colocación de un tubo o válvulas de glaucoma para facilitar la salida del humor acuoso de la cámara anterior. La trabeculopuntura utiliza un láser Nd:YAG de conmutación Q para perforar pequeños orificios en la malla trabecular. La goniotomía es un procedimiento "ab interno" (desde dentro) en el que se utiliza un instrumento "para raspar la malla trabecular patológicamente alterada del surco escleral". La ciclodiálisis quirúrgica es un procedimiento poco utilizado cuyo objetivo es separar el cuerpo ciliar de la esclerótica para formar una comunicación entre el espacio supracoroideo y la cámara anterior. La ciclogoniotomía es un procedimiento quirúrgico para producir una ciclodiálisis, en el que se corta el cuerpo ciliar de su unión en el espolón escleral bajo control gonioscópico.
La ciliarotomía es una división quirúrgica de la zona ciliar en el tratamiento del glaucoma.

### Canaloplastia
La canaloplastia es un procedimiento no penetrante que utiliza tecnología de microcatéteres. Para realizar una canaloplastia, se practica una incisión en el ojo para acceder al canal de Schlemm de forma similar a una viscocanalostomía. Un microcatéter circunnavega el canal alrededor del iris, ampliando el canal de drenaje principal y sus canales colectores más pequeños mediante la inyección de un material estéril en forma de gel denominado viscoelástico. A continuación se retira el catéter, se coloca una sutura en el interior del canal y se tensa. Al abrir el canal, se alivia la presión dentro del ojo. La canaloplastia tiene dos ventajas principales sobre las cirugías más tradicionales del glaucoma. La primera de estas ventajas es un perfil de seguridad mejorado con respecto a la trabeculectomía. Como la canaloplastia no requiere la creación de una ampolla, se evitan riesgos importantes a largo plazo como la infección y la hipotonía (presión ocular extremadamente baja). La segunda ventaja principal es que, cuando se combina con la cirugía de cataratas, la PIO se reduce aún más que cuando se realiza sola. Se han publicado resultados a largo plazo (tres años) tanto en EE. UU. como en Europa que demuestran una reducción significativa y sostenida tanto de la presión ocular como del número de medicamentos necesarios para el control del glaucoma.

## Procedimientos que disminuyen la producción de humor acuoso

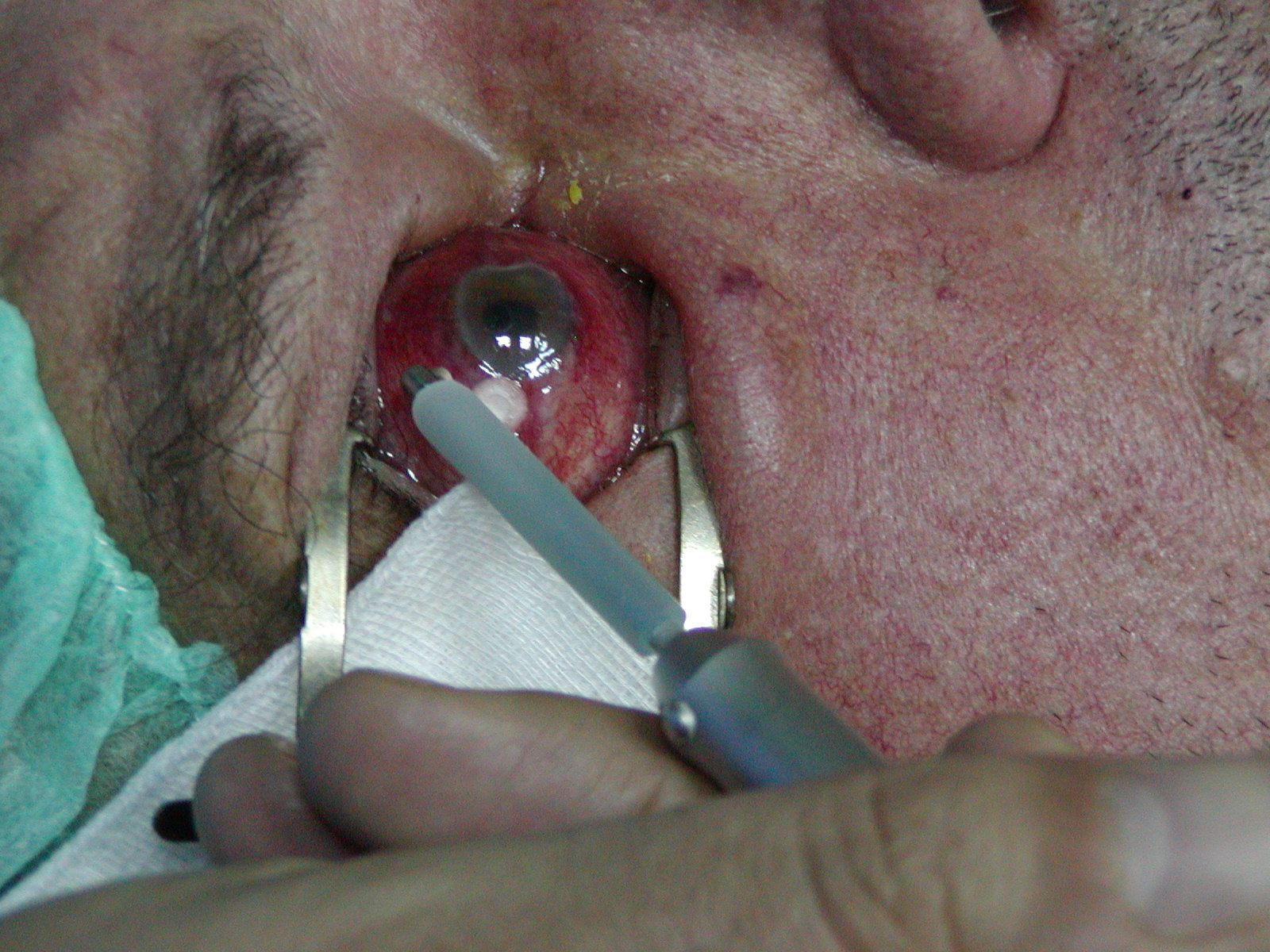
Ciclocrioterapia (punto congelado visible)

Ciertas células del cuerpo ciliar del ojo producen humor acuoso. Un procedimiento destructivo ciliar o ciclodestructivo es el que pretende destruir esas células para reducir la presión intraocular.
La ciclocrioterapia, o ciclocriopexia, utiliza una sonda de congelación. La ciclofotocoagulación, también conocida como ciclofotocoagulación transescleral, ablación del cuerpo ciliar, ciclofotoablación, y ciclofototerapia, utiliza un láser. La ciclodiatermia utiliza el calor generado por una corriente eléctrica alterna de alta frecuencia que pasa a través del tejido, mientras que la cicloelectrolisis utiliza la acción química causada por una corriente continua.
Una revisión sistemática que buscaba evaluar la seguridad y la eficacia de la ciclofotocoagulación transescleral con diodo halló un estudio en Ghana que comparaba pacientes que recibieron variaciones de baja energía frente a variaciones de alta energía del procedimiento para tratar el glaucoma. En general, la revisión halló que el 47% de los ojos tratados con ciclofotocoagulación transescleral experimentaron una disminución de la PIO de al menos el 20%. No hubo diferencias entre las variantes de baja energía y de alta energía del procedimiento en todos los resultados notificados, como el control de la PIO y el número de fármacos utilizados después del tratamiento. Otra revisión sistemática Cochrane exploró si los procedimientos ciclodestructivos son mejores que otros tratamientos del glaucoma para el tratamiento del glaucoma refractario; sin embargo, las pruebas no fueron concluyentes.